# Myosotis sylvatica
Espèce
Myosotis sylvatica, communément appelé en français Myosotis des bois ou Myosotis des forêts, est une plante herbacée vivace de la famille des Boraginaceae et du genre Myosotis.

## Sous-espèce
- Myosotis sylvatica subsp. sylvatica.

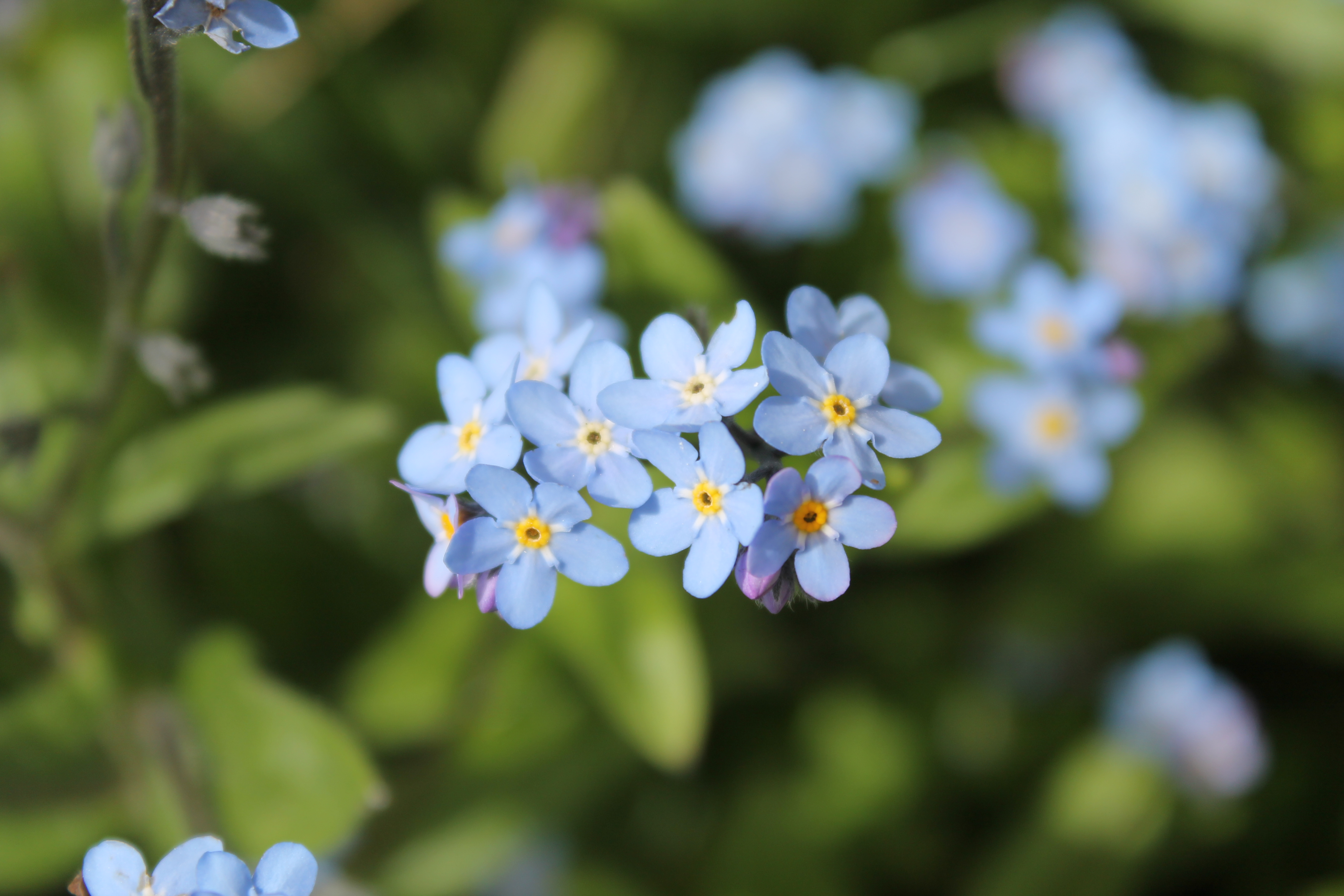
Inflorescences.
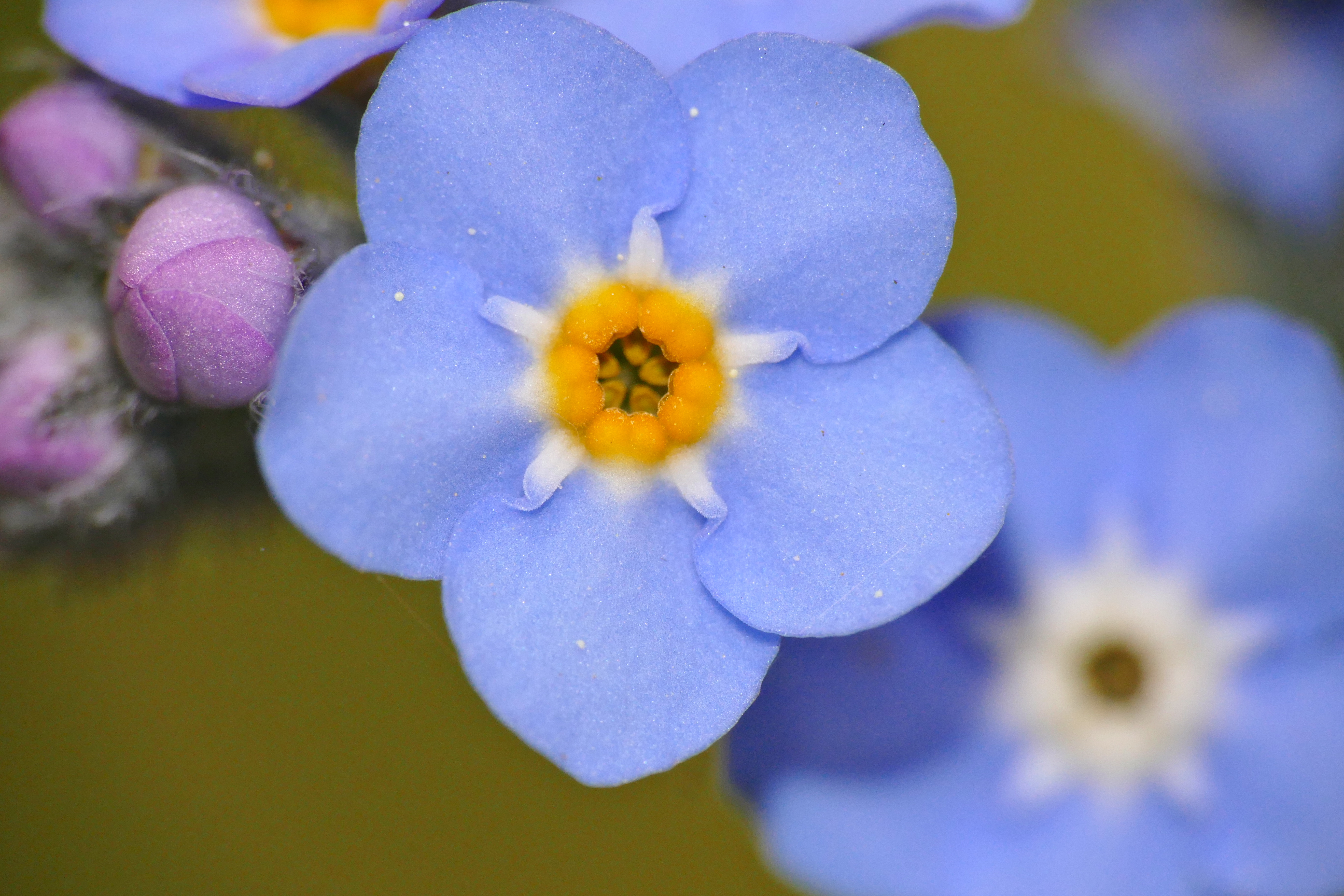
Détail d'une fleur.

## Description
C'est une plante herbacée vivace ou bisannuelle, à courte durée de vie, avec un port dressé, atteignant 12 à 30 cm de hauteur par 15 cm de largeur, avec des feuilles velues et une profusion de fleurs d'avril à juin, groupées en inflorescences recourbées, de couleur bleu ciel, larges de 6 à 10 mm, aux lobes plats.

## Habitat
Bois clairs et frais, lisières, prés.

## Distribution
Presque toute l'Europe sauf le sud-ouest et l'extrême nord.